# HK (chanteur)
Kaddour Hadadi, dit HK, né le 6 septembre 1976 à Roubaix, est un rappeur, chanteur et romancier français. Il est un ancien membre du groupe Ministère des affaires populaires (MAP) et un initiateur de HK et Les Saltimbanks. Son engagement à gauche a fait de la chanson On lâche rien un hymne de campagne.

## Biographie
Fils d'immigrés algériens établis à Roubaix dans le quartier de la Potennerie,, HK naît le 6 septembre 1976 à Roubaix.
Il se fait connaître, entre 2005 et 2009, au sein du groupe Ministère des affaires populaires (MAP), avec les deux albums Debout là-d'dans (2006) et Les Bronzés font du Ch'ti (2009) et de très nombreux concerts.
En 2009, HK forme le groupe HK et les Saltimbanks, autour de chansons écrites « sur la route ». C'est ainsi que sort le 31 janvier 2011, l'album Citoyen du monde. La chanson On lâche rien, extraite de cet album, est reprise dans les manifestations et même au cinéma dans La Vie d'Adèle. Dans le deuxième album de HK et les Saltimbanks, Les Temps modernes, publié en mai 2012, HK rend hommage au grand résistant Stéphane Hessel, qu'il a rencontré en 2010.
Avec la reprise d’Amsterdam, on redécouvre Brel en version « moderne ». De nombreux amis artistes invités participent à l'album : Flavia Coelho, Karimouche, Souad Massi, et le groupe MAP au complet y fait une apparition.
En 2012, HK publie son premier roman intitulé J'écris donc j'existe, aux éditions Riveneuve. Dans cette auto-fiction, HK parle de Roubaix, sa ville natale. En 2013, il présente Les Déserteurs, où il interprète des classiques de la chanson française (Padam Padam, Toulouse, Les P'tits Papiers, Vesoul, Né quelque part, Le Plat Pays, L'Affiche rouge, Les Passantes, Sous le ciel de Paris, La Chanson des vieux amants) en version châabi. En 2014, il publie son second roman Néapolis, également aux éditions Riveneuve.
Le 30 novembre 2015, il est parmi les signataires de l'Appel des 58 : « Nous manifesterons pendant l'état d'urgence »,.
HK signe la musique du film documentaire J'ai marché jusqu'à vous - récits d'une jeunesse exilée réalisé par Rachid Oujdi. Les chansons J'ai marché jusqu'à vous et Refugee ont été spécialement composées pour ce documentaire. Rachid Oujdi a également réalisé le vidéoclip de la chanson J'ai marché jusqu'à vous à partir d'images de son documentaire[source secondaire nécessaire].
Son engagement à gauche a fait de la chanson On lâche rien un hymne de campagne.
Lors de la pandémie de Covid-19 en 2020, un spectacle du groupe dont HK est membre est annulé, car déclaré « non essentiel ». À ce moment-là, il crée la chanson Danser encore,.

## Opposition aux restrictions sanitaires

### Danser encore
Ce titre est repris, tant en France qu'à l'étranger, après avoir été notamment traduit en allemand et en italien. Un flash mob a lieu en mars 2021 à la gare du Nord puis à la gare de l'Est à Paris. Ensuite, les rassemblements se multiplient dans de nombreuses villes en France et en Europe avec parfois la présence de HK et de ses musiciens. Ces rassemblements suscitent toutefois la polémique car les autorités sanitaires rappellent que les concerts et les rassemblements festifs du groupe sans masque ni respect de la distance imposée peuvent tout de même causer des contaminations. De son côté, HK affirme ne pas vouloir passer de message contre les gestes barrières et ne pas être à l'origine de clusters et estime que ces rassemblements sont « l’expression poétique d’un besoin pour les artistes de continuer à travailler. ».

### Opposition au passe sanitaire
Durant l'été 2021, HK décide d'annuler ses concerts car il s'oppose au passe sanitaire pour des raisons éthiques. Il s'oppose aux mesures contre le Covid-19 qu'il considère comme « un projet de société du contrôle généralisé ». Ainsi, à travers des débats théâtraux, le chanteur milite contre le passe sanitaire, estimant que l'art, la culture et la musique doivent se diffuser « sans distinction, sans discrimination et sans sélection ». Cependant les autorités estiment que ses interventions relèvent bien du secteur culturel et restent donc soumises au passe sanitaire.

## Publications
- 2012 : J'écris donc j'existe[4]
- 2014 : Néapolis[4]
- 2017 : Le Cœur à l'outrage
- 2019 - 2021 : Dounia, tomes 1 et 2 (scénario de bande dessinée - dessins de Cédric Van Onacker)
- 2020 : Sans haine, sans armes, sans violence